# المنطقة الوسطى (المغرب)
الجهة الوسطى أو المنطقة الوسطى هي جهة مغربية سابقة اُعتمدت في التقسيم الإداري المغربي منذ سنة 1971 إلى سنة 1997. تبلغ مساحة الجهة 41.500 كم² بساكنة تقارب 6,931,418 نسمة حسب إحصاء شتنبر 1994، مركزها الدار البيضاء وتضمنت كلا من أقاليم الجديدة، بني ملال، الدار البيضاء، خريبكة، سطات. أغلب سكانها أمازيغ وعرب يعتنقون الديانة الإسلامية على المذهب المالكي.